# The Animal Within
The Animal Within è un cortometraggio muto del 1912 diretto da Allan Dwan.

## Produzione
Il film fu prodotto dalla Flying A (American Film Manufacturing Company).

## Distribuzione
Distribuito dalla Film Supply Company, il film - un cortometraggio in una bobina - uscì nelle sale cinematografiche USA il 5 dicembre 1912. Il 1º febbraio 1913, uscì anche nel Regno Unito in una versione ridotta di 295 metri.